# JIBUN
「JIBUN」(ジブン) は、2016年3月16日にリリースされたアンティック-珈琲店-の通算23枚目のシングルである。

## 概要
- メジャーデビュー第2弾シングル。前作「千年DIVE!!!!!」から、約半年ぶりのリリースとなった。「JIBUN」のPVとメイキング映像が入ったDVD付きの初回限定盤、デュエル・マスターズ盤、通常盤の3形態で発売された。
- 封入特典として、デュエル・マスターズ盤にはデュエル・マスターズ 限定プロモカード「最強横綱ツッパリキシ」が、初回限定盤と通常盤には、バトルカード全12種類のうち1枚がランダムに封入されている。なお、全形態に連動応募特典用ニャッピーマークが封入されている。

## 収録曲

### 初回限定盤
1. JIBUN（作詞：みく／作曲：輝喜）
テレビ東京系アニメ「デュエル・マスターズ VSR」エンディングテーマ(第40話-最終話)、「デュエル・マスターズ VSRF」エンディングテーマ(第1話-第9話)、「ニコびじゅ」 3月度エンディングテーマ及び、全国22局ネット&Music Japan TV 「MUSIC LAUNCHER」 3月度エンディングテーマ。
疾走感溢れる、タフ&エモーショナルなロックチューンである。
通常のエンディングはTVサイズで流されるが、「デュエル・マスターズVSR」最終話のデュエルシーンで、この曲のフルバージョンが流された。だが、デュエルシーンの音よりもやや小さめに流している。そのため、少し聞き取りにくい部分もある。なお、TVサイズは、デュエル・マスターズ盤のみに収録されている。
PVは、トイレを舞台にした構成になっている。内容としては、各メンバーそれぞれトイレの個室に入り、トイレにこもって電話したり、ピザを食べたり、掃除したり、本を読んだり、水鉄砲で遊んだり、覗き見したりと、メンバーそれぞれが自分なりの向き合い方で「JIBUN」を演じている。
この曲のCMには、この曲のPVが使われているが、そのCMのみに、デュエル・マスターズ VSRのポスターが貼ってある。
2. キミにエール（作詞・作曲：みく）

### デュエル・マスターズ盤
1. JIBUN
2. JIBUN(TVサイズ)
表題曲のTVサイズバージョン。なお、現時点では、このTVサイズバージョンは、この盤のみに収録されている。
3. 青春TRAIN（作詞：みく／作曲：カノン）

### 通常盤
1. JIBUN
2. BondS〜絆〜2016ver.
9thシングル「BondS 〜絆〜」のアレンジバージョン。

### 初回限定盤 DVD
1. JIBUN MUSIC VIDEO
2. Making of JIBUN